# アンドリュー・ン
アンドリュー・ヤン＝タック・ン（英語: Andrew Yan-Tak Ng、中国語: 吳恩達、1976年4月18日 - ）は、中国系アメリカ人の計算機科学者、人工知能研究者、投資家、起業家、Google Brainの共同設立者、 Baiduの元副社長兼チーフサイエンティスト、スタンフォード大学 兼担教授である。
EラーニングサービスのCourseraとdeeplearning.aiとAI Fundの創始者でもある。深層学習の分野でGPUの活用を提唱した。